# デルタ・センター
デルタ・センター（Delta Center）はアメリカ合衆国ユタ州ソルトレイクシティにあるアリーナ。1991年10月4日にこけら落とし。2002年ソルトレークシティオリンピックではソルトレイク・アイスセンター名義で使用された。
1991年より、NBA（バスケットボール）のユタ・ジャズの本拠地として使われており、2024-25シーズンからNHL（アイスホッケー）に参入するユタ・ホッケークラブもホームアリーナとして使用することが決定している。

## 歴史
1991年まで使用されていたソルト・パレス（12,616名収容）の代わりと冬季オリンピック招致のために9300万ドルの建設費をかけ完成し、デルタ航空が15年契約の命名権を取得。デルタ・センターとしてこけら落とされた。
プロスポーツとしての最初の催しは10月16日に開催されたIHLのソルトレイク・ゴールデンイーグルスの試合である。1993年から1995年にかけては、NCAAのWACの男子バスケットボールのトーナメントが開催された。1993年にはNBAオールスターゲームの開催地になっている。2002年ソルトレークシティオリンピックでは、ショートトラックスピードスケートとフィギュアスケートの会場になった。また、映画作品『キューティ・ブロンド ハッピーMAX』ではアリーナにおいて部分的な撮影が行われたこともある。
2006年、デルタ航空はネーミングライツの更新を辞退。低レベル核廃棄物処理企業のエナジーソルーションズが命名権を取得し、名称がエナジーソリューションズ・アリーナに変更された。
2010年にはNCAA男子バスケットボール1部のトーナメントにおいて、スウィートシックスティーン（ベスト16）とエリートエイト（ベスト8）の試合会場として使用された。
2015年10月には住宅大手のビビントが命名権を取得し、ビビント・スマート・ホーム・アリーナとなり、2020年ビビント・アリーナとなる。2023年1月にデルタ航空が再度命名権を取得、17年ぶりにデルタ・センターの名前が復活した。